# Joseba Etxeberria
Joseba Andoni Etxeberria Lizardi (* 5. září 1977) je bývalý španělský fotbalista, který hrál jako záložník, a trenér.
Svoji kariéru začal v Realu Sociedad, za A-tým ale odehrál jen 7 zápasů, než přestoupil do Athletic Bilbao. V Bilbau strávil zbytek své kariéry.
Exteberria odehrál za seniorskou reprezentaci Španělska 53 zápasů, zúčastnil se Mistrovství světa ve fotbale 1998 a dvou mistrovství Evropy.
Po ukončení kariéry se stal trenérem.